# Finn Demokratikus Köztársaság

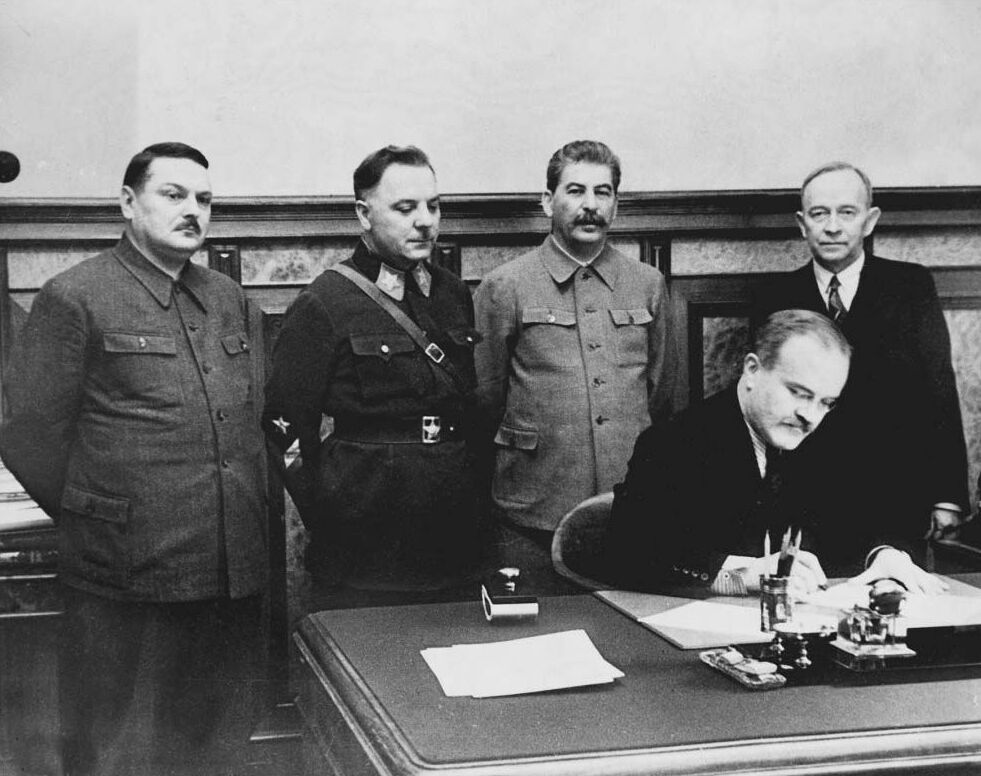
V. M. Molotov és a Finn Demokratikus Köztársaság képviselői egy tárgyaláson

A Finn Demokratikus Köztársaság (finnül: Suomen kansanvaltainen tasavalta, vagy Suomen kansantasavalta, oroszul: Финляндская Демократическая Республика) egy rövid életű, a Szovjetunió által alapított és egyedül általa elismert bábállam volt. Államfője Otto Ville Kuusinen volt. A Finn Demokratikus Köztársaság létrehozása Sztálin arra irányuló tervének volt első lépése, hogy Finnországot beolvassza a Szovjetunióba. A bábállam valójában csak Karélia azon finnországi területein működött, melyet a Szovjetunió a téli háború alatt hódított meg.
A Szovjetunió azt állította, hogy ez Finnország egyetlen törvényes kormánya, amely képes a téli háború befejezésére és a béke helyreállítására; azonban a háború vége előtt a szovjetek feladták ezt az álláspontot és békét kötöttek Finnország eredeti kormányával, amelyet a világ többi országa továbbra is elismert.

## Elnevezése
A köztársaságot gyakran nevezték de facto fővárosa után Terijoki Kormánynak (finnül: Terijoen hallitus, svédül: Terijokiregeringen), emellett Terijoki volt az első város, amelyet a Vörös Hadsereg sikeresen foglalt el és tartott meg a háború alatt. A finn történelemben gyakran hivatkoznak rá még Kuusinen-kormány néven (finnül: Kuusisen hallitus, svédül: Kuusinenregeringen). Hivatalosan az ország kormányának a neve Finn Népi Kormány volt (finnül: Suomen kansanhallitus, svédül: Finlands folkregering).

## Létrejötte
A Finn Demokratikus Köztársaságot 1939. december 1-jén kiáltották ki a szovjet határhoz közeli Terijokiban (ma Zelenogorszk, Oroszország). Hivatali ideje alatt Otto Ville Kuusinen volt a miniszterelnök és a kormányfő is. A kabinet szovjet állampolgárokból és olyan baloldali finnekből állt, akik a finn polgárháború után menekültek a Szovjetunióba. A TASZSZ szovjet hírügynökség által a Finn Demokratikus Köztársaság nevében közzétett nyilatkozat így szólt: „A Népi Kormány a jelenlegi összetételében ideiglenes kormánynak tekintendő. Közvetlenül az ország fővárosába érkezéskor, Helsinkiben újraszervezik majd, és összetételét úgy bővítik, hogy a Dolgozók Népi Frontja különböző pártjainak és csoportjainak képviselőit is bevonják tagjai közé. A Népi Kormány végső összetételét, hatáskörét és tevékenységét az általános, egyenlő, közvetlen és titkos szavazati jog alapján megválasztott országgyűlés ellenőrzi.” A Szovjetunió külügyminisztere, Molotov november 30-án, a Finn Demokratikus Köztársaság kikiáltását megelőző napon tárgyalt a Szovjetunió német nagykövetével, és ezt mondta: „Ez az ország nem szovjet, hanem demokratikus köztársaság lesz. Senki nem hoz létre szovjeteket, de reméljük, olyan kormány alakul, amellyel meg tudunk majd egyezni Leningrád biztonságának fenntartásáról.”

## Kapcsolata a Szovjetunióval
A szovjet kormány diplomáciai kapcsolatot vett fel a „népi kormánnyal”. Megalakulásának első napján az új kormány megállapodott abban, hogy bérbe adja a Hanko-félszigetet, átadja a szovjetek részére a karéliai földsáv egy szeletét és elad egy szigetet a Finn-öbölben,  a Jeges-tenger partján fekvő Kalastajasaarentó egyes részeivel együtt.
Kuusinen és Molotov kölcsönös segítségnyújtási megállapodást és titkos jegyzőkönyvet írtak alá 1939. december 2-án Moszkvában. A megállapodás tartalma nagyon hasonlított ahhoz, amit a szovjet külügyminisztérium 1939 októberében tervezett, bár soha nem mutatták be azt a finn kormánynak. Az új megállapodás szerint a Szovjetunió egy sokkal nagyobb területet adott volna át Kelet-Karéliából, a Murmanszkba vezető vasút kivételével, cserébe azokért a területekért, amelyeket a szovjetek a Finn Köztársaság korábbi tárgyalásai során követeltek.
A moszkvai megállapodás korábbi tervezetét tíz nappal korábban írta alá Petrozavodszkban Zsdanov a Szovjetunió és Kuusinen a Finn Demokratikus Köztársaság részéről. A Molotov–Kuusinen-megállapodás kimondta a Hanko-félsziget bérbeadását, és meghatározta a külön megállapodásban említett csapatok létszámát. Az 1990-es évek előtt a történészek csak találgattak a megállapodás létezéséről és tartalmáról. 1997-ben egy közös finn–orosz projekt során egy orosz professzor fedezte fel a jegyzőkönyvet a moszkvai Kremlben. A tartalma meglehetősen hasonlít az 1939 őszén Észtország, Lettország és Litvánia által aláírt jegyzőkönyvekéhez.

## Finnország és a külföld válasza
A Finn Demokratikus Köztársaság a Szovjetunió reményeivel ellentétben nem kapott támogatást a finnországi munkásoktól. Ehelyett a téli háború kezdetétől a finn társadalmat szorosabb kötelékek egyesítették, amelyet a „téli háború szellemének” (Talvisodan henki) neveztek. A Demokratikus Köztársaság ráadásul a Szovjetunión és két bábállamán kívül nem kapott nemzetközi elismerést, bár számos kiemelkedő baloldali aktivista és író, mint például Dzsaváharlál Nehru, George Bernard Shaw, Martin Andersen Nexø és John Steinbeck nyilvánosan kiálltak a köztársaság mellett. A náci Németországban az állami újságok a Molotov–Ribbentrop-paktum miatt támogatták a köztársaságot.
A szovjet hírszerzési információk alapján Sztálin tisztában volt Finnország belső politikai helyzetével, így egyáltalán nem számított arra, hogy a Köztársaság megalakulása bármilyen forradalmat vagy népi felkelést robbantana ki a fennálló finn kormány ellen.
A Kuusinen-kormányt csak a Szovjetunió, Tuva és Mongólia ismerte el, utóbbi kettő azonban szovjet bábállam volt.

## Megszűnése
1940. március 12-én a Finn Demokratikus Köztársaságot egyesítették a Karéliai ASZSZK-val, megalapítva a Karél-Finn Szovjet Szocialista Köztársaságot azon a területen is, amelyet Finnország adott át a Szovjetuniónak a moszkvai békeszerződés rendelkezései szerint.

## Kormányzat
| Miniszter                                                     | Hivatalban                |
| ------------------------------------------------------------- | ------------------------- |
| A Népi Kormány elnöke és külügyminisztere Otto Wille Kuusinen | 1939.02.12. – 1940.12.03. |
| A Népi Kormány elnöke és pénzügyminisztere Mauritz Rosenberg  | 1939.02.12. – 1940.12.03. |
| Honvédelmi miniszter Akseli Anttila                           | 1939.02.12. – 1940.12.03. |
| Belügyminiszter Tuure Lehén                                   | 1939.02.12. – 1940.12.03. |
| Földművelésügyi miniszter Armas Äikiä                         | 1939.02.12. – 1940.12.03. |
| Oktatásügyi miniszter Inkeri Lehtinen                         | 1939.02.12. – 1940.12.03. |
| Karéliai ügyekért felelős miniszter Paavo Prokkonen           | 1939.02.12. – 1940.12.03. |

## Fordítás
Ez a szócikk részben vagy egészben  a   Finnish Democratic Republic című angol Wikipédia-szócikk ezen változatának fordításán alapul.  Az eredeti cikk szerkesztőit annak laptörténete sorolja fel. Ez a jelzés csupán a megfogalmazás eredetét és a szerzői jogokat jelzi, nem szolgál a cikkben szereplő információk forrásmegjelöléseként.